# 伊万·佩希奇
伊万·佩希奇（1989年3月17日—），克罗地亚男子手球运动员。他曾代表克罗地亚国家队参加2016年夏季奥林匹克运动会手球比赛，结果队伍获得第五名。